# Meistera benthamiana
Meistera benthamiana là một loài thực vật có hoa trong họ Gừng. Loài này được Henry Trimen mô tả khoa học đầu tiên năm 1885 dưới danh pháp Amomum benthamianum. Năm 2018, Jana Leong-Škorničková và Mark Newman chuyển nó sang chi Meistera mới được phục hồi.

## Phân bố
Loài này có tại Kalutara, Sri Lanka.